# Proviverra
Proviverra és un gènere extint de mamífers hienodonts de la família dels hienodòntids que visqueren a Europa i Nord-amèrica durant l'Eocè, fa entre 39,7 i 56 milions d'anys. Se n'han trobat restes fòssils a Alemanya, Espanya (incloent-hi el Parc Natural de la Serra de Montsant i la conca de l'Isàvena), els Estats Units, França i Suïssa. A diferència dels hienodonts posteriors, no eren gaire bons corredors. Feien uns 20 cm de llargada i es devien nodrir de petits vertebrats i invertebrats. El nom genèric Proviverra significa ‘abans de Viverra’.